# شبکه (فیلم ۱۹۹۵)
شبکه (انگلیسی: The Net) فیلمی در ژانر تکنو تریلر به کارگردانی اروین وینکلر است که در سال ۱۹۹۵ منتشر شد.

## خلاصه داستان
«آنجلا بنت» (بولاک)، کا متخصص برنامه‌ریزی کامپیوتری است در منزل کار می‌کند. در میان مشتریانش، شرکتی هست که دیسکت‌ها و برنامه‌هایش را برای کنترل نزد او می‌فرستد. روزی میان یکی از دیسکت‌ها، متوجه وجود یک کد مخصوص می‌شود که به‌طور محو و نامشخص، خبر از وجود یک توطئهٔ دولتی و سیاسی - اقتصادی می‌دهد…

## بازیگران
- ساندرا بولاک
- جرمی نورثام
- دنیس میلر
- دایان بیکر
- کن هاوارد
- ال اسکات کالدول
- ری مک‌کینون
- رابرت گوزت